# Мороновая кислота
Мороновая кислота (3-оксоолеан-18-ен-28-овая кислота) это тритерпен природного происхождения. Мороновую кислоту выделяют из Rhus javanica, сумаха, растения, которое традиционно применяли в качестве лекарственного средства. Молекулы кислоты также выделяют из омелы (Phoradendron reichenbachianum).

## Биологическая активность
Беривимат это производное соединение тритерпеноида, бетулиновой кислоты, который разработали в качестве средства для лечения ВИЧ, хотя мороновая кислота имеет лучшие показатели при исследовании in vitro, чем беривимат. Отдельные производные мороновой кислоты демонстрируют возможную активность против ВИЧ с EC50 количеством 0.0085 мкм при NL4-3, 0.021 мкм  против PI-R (штамма, устойчивого к многим ингибиторам протеаз) и 0.13 мкм против FHR-2 (штамма ВИЧ, устойчивого к бевимарату). Эти производные стали новым направлением в клинических исследованиях, которые также активны против вируса простого герпеса.
Мороловая и мороновая кислоты обладают продолжительным действием против диабета и гипергликемии, которое, возможно, обусловлено чувствительностью инсулина к изменению содержания глюкозы, холестерола и триглицеридов в крови, и частично обусловлено ингибированием 11β-HSD 1, что было обнаружено при проведении исследований in vitro и компьютерных исследований in silico.